# Itapecuru Mirim
Itapecuru Mirim est une ville brésilienne du nord de l'État du Maranhão.

## Géographie
Itapecuru Mirim se situe par une latitude de 03° 23' 34" sud et par une longitude de 44° 21' 32" ouest, à une altitude de 20 m.
Sa population était de 54 575 habitants au recensement de 2007. La municipalité s'étend sur 1 166 km2.
Elle est le principal centre urbain de la microrégion d'Itapecuru Mirim, dans la mésorégion Nord du Maranhão.